# Вудлей (кратер)
Вудлей (англ. Woodleigh — також перекладають як Вудлі) — метеоритний кратер у Західній Австралії, розташований на схід від затоки Шарк. Виявлений групою 4 вчених з Австралійського національного університету на чолі з Артуром Дж. Морі у 2000 році.
Кратер не виходить на поверхню, тому його розміри досі залишаються невідомими. Відкривачі оцінили його діаметр в 120 км,але інші дослідники схиляються до менших розмірів, зокрема однією з робіт наводиться оцінка в 60 км. У ранніх роботах падіння метеорита, що призвело до утворення кратера, датувалося проміжком часу між пізнім тріасом і пізнім пермським періодом. Зараз загальноприйнятим датуванням вважається пізній девон (364 ± 8 мільйонів років). Цей період часу збігається з так званим девонським вимиранням.